# ジョアン・ペドロ・ロドリゲス
ジョアン・ペドロ・ロドリゲス（João Pedro Rodrigues、1966年 - ）は、ポルトガルの映画監督である。

## 監督作品

### 長編
- オー・ファンタズマ（2000年）
- オデット（2005年）
- 男として死ぬ（2009年）
- マカオの追憶（2012年）
- 鳥類学者（2016年）

### 短編
- ハッピー・バースデイ!（1997年）
- 万国博覧会への旅（1998年）